# Gene Autry
Orvon Grover «Gene» Autry (Tioga, Texas; 29 de septiembre de 1907-Los Ángeles, California; 2 de octubre de 1998) fue un cantante y actor estadounidense relacionado con la cultura wéstern. Es uno de los cantantes cowboys más famosos de Hollywood. Su obra conocida se extiende desde 1929 hasta los años 1960 y comprende, junto a piezas ya olvidadas, un buen número de otras conocidas. En sus primeros trabajos abunda en el country blues, siguiendo el estilo de su ídolo Jimmie Rodgers, y han sido parcialmente reeditados en Gene Autry: The Blues Singer (Columbia).
Autry fue dueño de una estación de televisión en el Sureste de California y del equipo de beisbol de las Ligas Mayores Los Angeles/Anaheim/California Angels desde que compró la franquicia de nueva creación en 1960 debutando en la temporada 1961 hasta 1997 en que la vendió a Walt Disney Enterprises. Por cierto durante el tiempo en que fue el dueño del equipo, nunca fue campeón.
Es la única persona que ha recibido una estrella en cada una de las cinco categorías del Paseo de la fama de Hollywood.
Su tumba se encuentra en el Cementerio de Forest Lawn Memorial Park (Hollywood Hills).

## Filmografía
- 1935: The Phantom Empire: Gene Autry
- 1935: Tumbling Tumbleweeds: Gene Autry
- 1935: Melody Trail: Gene Autry
- 1935: Sagebrush Troubadour: Gene Autry
- 1935: The Singing Vagabond: Capitán Tex Autry
- 1936: Red River Valley: Gene Autry
- 1936: Comin' 'Round the Mountain: Gene Autry
- 1936: The Singing Cowboy: Gene Autry
- 1936: Guns and Guitars: Gene Autry
- 1936: Oh, Susanna!: Gene Autry aka Tex Smith
- 1936: Ride Ranger Ride: Texas Ranger Gene Autry
- 1936: The Big Show: Gene Autry / Tom Ford
- 1936: The Old Corral: Sheriff Gene Autry
- 1937: Git Along, Little Dogies: Gene Autry, dueño del rancho Circle A
- 1937: Round-Up Time in Texas: Gene Autry
- 1937: Rootin' Tootin' Rhythm: Gene Autry
- 1937: Yodelin' Kid from Pine Ridge: Gene Autry
- 1937: Public Cowboy No. 1: Deputy Sheriff Gene Autry
- 1937: Boots and Saddles: Gene Autry
- 1937: Springtime in the Rockies: Gene Autry
- 1938: The Old Barn Dance: Gene Autry
- 1938: Gold Mine in the Sky: Gene Autry
- 1938: Man from Music Mountain: Gene Autry
- 1938: Prairie Moon: Gene Autry
- 1938: Rhythm of the Saddle: Gene Autry
- 1938: Western Jamboree: Gene Autry
- 1939: Home on the Prairie: Gene Autry
- 1939: Mexicali Rose: Gene Autry
- 1939: Blue Montana Skies: Gene Autry
- 1939: Mountain Rhythm: Gene Autry
- 1939: Colorado Sunset: Gene Autry
- 1939: In Old Monterey: Sargento Gene Autry
- 1939: Rovin' Tumbleweeds: Gene Autry
- 1939: South of the Border: Gene Autry
- 1940: Rancho Grande: Gene Autry
- 1940: Shooting High: Will Carson
- 1940: Gaucho Serenade: Gene Autry
- 1940: Carolina Moon: Gene Autry
- 1940: Ride Tenderfoot Ride: Gene Autry
- 1940: Melody Ranch: Gene Autry
- 1941: Ridin' on a Rainbow: Gene Autry
- 1941: Back in the Saddle: Gene Autry
- 1941: The Singing Hill: Gene Autry
- 1941: Sunset in Wyoming: Gene Autry
- 1941: Under Fiesta Stars: Gene Autry
- 1941: Down Mexico Way: Gene Autry
- 1941: Sierra Sue: Gene Autry
- 1942: Cowboy Serenade: Gene Autry
- 1942: Heart of the Rio Grande: Gene Autry
- 1942: Home in Wyomin': Gene Autry
- 1942: Stardust on the Sage: Gene Autry
- 1942: Call of the Canyon: Gene Autry
- 1942: Bells of Capistrano: Gene Autry
- 1946: Sioux City Sue: Gene Autry
- 1947: Trail to San Antone: Gene Autry
- 1947: Twilight on the Rio Grande: Gene Autry
- 1947: Saddle Pals: Gene Autry
- 1947: Robin Hood of Texas: Gene Autry
- 1947: The Last Round-up: Gene Autry
- 1948: The Strawberry Roan: Gene Autry
- 1948: Loaded Pistols: Gene Autry
- 1949: The Big Sombrero: Gene Autry
- 1949: Riders of the Whistling Pines: Gene Autry
- 1949: Rim of the Canyon: Gene Autry / Marshal Steve Autry
- 1949: The Cowboy and the Indians: Gene Autry
- 1949: Riders in the Sky: Gene Autry
- 1949: Sons of New Mexico: Gene Autry
- 1950: Mule Train: U.S. Marshal Gene Autry
- 1950: Cow Town: Gene Autry
- 1950: Beyond the Purple Hills: Gene Autry
- 1950: Indian Territory: Gene Autry
- 1950: The Blazing Sun: Gene Autry
- 1951: Gene Autry and The Mounties: Gene Autry
- 1951: Texans Never Cry: Gene Autry
- 1951: Whirlwind: Gene Autry aka The Whirlwind
- 1951: Silver Canyon: Gene
- 1951: The Hills of Utah: Dr. Gene Autry
- 1951: Valley of Fire: Gene Autry
- 1952: The Old West: Gene Autry
- 1952: Night Stage to Galveston: Gene Autry
- 1952: Apache Country: Gene Autry
- 1952: Barbed Wire: Gene Autry
- 1952: Wagon Team: Gene Autry
- 1952: Blue Canadian Rockies: Gene Autry
- 1953: Winning of the West: Gene Autry
- 1953: On Top of Old Smoky: Gene Autry
- 1953: Goldtown Ghost Riders: Gene Autry
- 1953: Pack Train: Gene Autry
- 1953: Saginaw Trail: Gene Autry
- 1953: Last of the Pony Riders:  Gene Autry
- 1968: Silent Treatment
- 1985: All American Cowboy (TV)

### Como compositor
- 1935: The Singing Vagabond
- 1938: Man from Music Mountain
- 1939: Rovin' Tumbleweeds
- 1941: Ridin' on a Rainbow
- 1941: Sierra Sue
- 1942: Strictly in the Groove
- 1943: Robin Hood of the Range
- 1947: Trail to San Antone
- 1953: Pack Train
- 1977: Les Faux-durs (Semi-Tough)
- 2003: Here Comes Santa Claus

### Como productor
- 1949: Riders in the Sky
- 1953: Saginaw Trail

## Premios y distinciones
Premios Óscar
| Año  | Categoría              | Canción             | Película            | Resultado |
| ---- | ---------------------- | ------------------- | ------------------- | --------- |
| 1942 | Mejor canción original | «Be Honest With Me» | Ridin' on a Rainbow | Nominado  |